# Дренова (Горњи Милановац)
Дренова је насеље у Србији у општини Горњи Милановац у Моравичком округу. Према попису из 2022. било је 139 становника. Дренова припада месној заједници  Савинац. На Савинцу се налазе још школа и парохијска црква, задужбина кнеза Милоша Обреновића у којој је сахрањена Мина Караџић, ћерка Вука Караџића. Сеоска слава је Мали Спасовдан.

## Историја
Дренова се први пут помиње у турском попису 1528. године када је носила назив Горња Дренова и када је имала 28 домова. Ово село је наводно добило име по дрвету дрен које је на овом подручју некада било заступљено у великим количинама. Постоји и друго предање по којем је име селу додељено од стране досељеника из Санџака.
Велики део становништва Дренове се под најездом Турака иселило. У 18. веку исељена подручја населили су досељеници из Босне, Херцеговине, Пријепоља и Нове Вароши.
У ратовима у периоду од 1912. до 1918. године село је дало 148 ратника. Погинуло их је 92 а 56 је преживело.

## Географија
Село Дренова претежно је брдовито подручје, са пределима планинског карактера а и делимично равничарског. Удаљено је 15 км од Горњег Милановца, налази се на надморској висини од 360 до 610 м и на површини од 1.322 ха.
Са истока граничи се са Шаранима (Горњи Милановац) и Таковом, са југа са Милићевцима, са запада са Срезојевцима, са севера са Бершићима и са североистока саЛочевцима. У Дренову се стиже са више страна – из правца Горњег Милановца преко Такова, из правца Чачка преко Трбушана, Вранића и Милићеваца или аутопутем из Прељине до петље у Такову, а из правца Београда аутопутем Милош Велики до петље у Такову. Макадамским путем може се изаћи на север у Бершиће и даље према Прањанима, Равној Гори и Коштунићима. Терен Дренове обухвата засеоке: Ливадице, Осећани, Брдо, Планина, Урошевићи, Ријека (Река), Пантелићи, Рудине, Јевђевина, Росуље и Рупе. Од узвишења: Планина (са врхом Совљак, н. в. 606 м), Брдо (са врхом Чапурски кик, н. в. 555 м), Шеварик, Бобељка.
Овде се налазе Крајпуташ Спасоју Никитовићу у Дренови, Крајпуташ Милану Ковачевићу у Дренови, Споменик-усамљеник у Дренови и Стари надгробни споменици у Дренови.

## Извори и водотокови
Дренова је богата водом. На простору села Дренове постоји пет извора од којих су неки „каптирани”. Пантелића извор се налази у засеоку Пантелићи испод Осоја, недалеко од корита реке Дреновице. Извор Зуквеник се налази, отприлике на пола успона на Бродо, изнад грoбља. Вода Зуквеника је једино одведена до гробља. Добра вода (која је „каптирана” и одведена за домаћинства у Дренови, Такову и Лочевцима) налази се у засеоку Осећани и карактеристична је по ниском садржају каменца, па има укус слатке воде. Млаковац се налази испод планине Совљак (одведена је вода на Савинац и Шаране). Извор Живаљ налази се у долини недалеко од корита реке Дреновице. Извор Урошевић чесма се налази у засеоку Урошевићи. Некада је био у облику стублине. Поред ових извора на граници Дренове и Шарана налазе се два извора у кориту реке Дичине, Млачац и Светиња (види село Шарани).
Од наведених извора формирају се водотокови у облику потока који не пресушују и уливају се у реку Дреновицу.
Река Дреновица извире у селу Брезна а улива се у реку Дичину у селу Шарани.
Карактеристика реке Дреновице, у прошлим временима, је велики број воденица, које данас нису активне и у фази су распадања: Урошевић воденица, Ђаковић воденица, Ковачевић воденица, Марић воденица, Пантелић воденица (Милетина), воденица Милоша Пантелић и Јовчић воденица са ваљалицом.

## Демографија
У пописима село је 1910. године имало 770 становника, 1921. године 719, а 2002. године тај број је спао на 267.
У насељу Дренова живи 247 пунолетних становника, а просечна старост становништва износи 53,3 година (50,2 код мушкараца и 56,4 код жена). У насељу има 110 домаћинстава, а просечан број чланова по домаћинству је 2,40.
Ово насеље је великим делом насељено Србима (према попису из 2002. године), а у последња три пописа, примећен је пад у броју становника.
|  |

| Демографија | Демографија | Демографија |
| Година      | Становника  | Становника  |
| ----------- | ----------- | ----------- |
| 1948.       | 875         |             |
| 1953.       | 823         |             |
| 1961.       | 759         |             |
| 1971.       | 587         |             |
| 1981.       | 504         |             |
| 1991.       | 373         | 372         |
| 2002.       | 264         | 267         |
| 2011.       | 215         |             |

| Етнички састав према попису из 2002.‍ | Етнички састав према попису из 2002.‍ | Етнички састав према попису из 2002.‍ | Етнички састав према попису из 2002.‍ | Етнички састав према попису из 2002.‍ |
| ------------------------------------ | ------------------------------------ | ------------------------------------ | ------------------------------------ | ------------------------------------ |
|                                      |                                      |                                      |                                      |                                      |
| Срби                                 | Срби                                 |                                      | 262                                  | 99,24%                               |
| Црногорци                            | Црногорци                            |                                      | 1                                    | 0,37%                                |
| непознато                            | непознато                            |                                      | 0                                    | 0,0%                                 |

| Година пописа     | 1948. | 1953. | 1961. | 1971. | 1981. | 1991. | 2002. |
| ----------------- | ----- | ----- | ----- | ----- | ----- | ----- | ----- |
| Број домаћинстава | 154   | 157   | 164   | 157   | 152   | 136   | 110   |

| Број чланова      | 1  | 2  | 3 | 4  | 5 | 6 | 7 | 8 | 9 | 10 и више | Просек |
| ----------------- | -- | -- | - | -- | - | - | - | - | - | --------- | ------ |
| Број домаћинстава | 36 | 40 | 9 | 13 | 5 | 5 | 2 | 0 | 0 | 0         | 2,40   |

| Пол    | Укупно | Неожењен/Неудата | Ожењен/Удата | Удовац/Удовица | Разведен/Разведена | Непознато |
| ------ | ------ | ---------------- | ------------ | -------------- | ------------------ | --------- |
| Мушки  | 127    | 48               | 68           | 8              | 3                  | 0         |
| Женски | 125    | 19               | 66           | 39             | 1                  | 0         |
| УКУПНО | 252    | 67               | 134          | 47             | 4                  | 0         |

| Пол    | Укупно                    | Пољопривреда, лов и шумарство | Рибарство                            | Вађење руде и камена | Прерађивачка индустрија       |
| ------ | ------------------------- | ----------------------------- | ------------------------------------ | -------------------- | ----------------------------- |
| Мушки  | 64                        | 27                            | 0                                    | 0                    | 22                            |
| Женски | 22                        | 17                            | 0                                    | 0                    | 1                             |
| УКУПНО | 86                        | 44                            | 0                                    | 0                    | 23                            |
| Пол    | Производња и снабдевање   | Грађевинарство                | Трговина                             | Хотели и ресторани   | Саобраћај, складиштење и везе |
| Мушки  | 0                         | 1                             | 2                                    | 0                    | 1                             |
| Женски | 0                         | 0                             | 2                                    | 0                    | 0                             |
| УКУПНО | 0                         | 1                             | 4                                    | 0                    | 1                             |
| Пол    | Финансијско посредовање   | Некретнине                    | Државна управа и одбрана             | Образовање           | Здравствени и социјални рад   |
| Мушки  | 0                         | 0                             | 0                                    | 0                    | 1                             |
| Женски | 0                         | 0                             | 0                                    | 0                    | 0                             |
| УКУПНО | 0                         | 0                             | 0                                    | 0                    | 1                             |
| Пол    | Остале услужне активности | Приватна домаћинства          | Екстериторијалне организације и тела | Непознато            | Непознато                     |
| Мушки  | 0                         | 0                             | 0                                    | 10                   | 10                            |
| Женски | 0                         | 0                             | 0                                    | 2                    | 2                             |
| УКУПНО | 0                         | 0                             | 0                                    | 12                   | 12                            |